# الکترومغناطیس کلاسیک
الکترومغناطیس کلاسیک شاخه‌ای از فیزیک نظری است که به پدیده‌های الکترومغناطیسی برآمده از برهم‌کنش بارهای الکتریکی و جریان‌های الکتریکی می‌پردازد. تا وقتی مقیاس‌های طول و شدت میدان به اندازه کافی بزرگ باشد که بتوان از اثرات مکانیک کوانتوم چشم پوشید (الکترودینامیک کوانتومی را ببینید)، این نظریه با دقت بالایی پدیده‌های الکترومغناطیسی را توصیف می‌کند.
نظریهٔ مقدماتی الکترومغناطیس کلاسیک در کتاب‌های درسی را کسانی چون ریچارد فاینمن (درس‌های فیزیک فاینمن)، لو لاندائو (دورۀ فیزیک نظری)، جان دیوید جکسون (الکترودینامیک کلاسیک) ملوین شوارتز (اصول الکترودینامیک) و دیگران پیش نهاده‌اند.
نظریه الکترومغناطیس کلاسیک به‌طور عمده در قرن ۱۹ و از سوی کسانی چون ماکسول، هویساید و دیگران گسترش پیدا کرد. برای جزئیات تاریخی بیشتر، پیشینه الکتریسیته را ببینید.

## نیروی لورنتس
میدان الکترومغناطیسی نیروی {\displaystyle \mathbf {F} } را (که اغلب نیروی لورنتس نامیده می‌شود) به ذرات باردار وارد می‌کند:
{\displaystyle \mathbf {F} =q\mathbf {E} +q\mathbf {v} \times \mathbf {B} }
حروف درشت نمایان‌گر بردارها هستند.
{\displaystyle \mathbf {F} } نیرویی است که به بار الکتریکی {\displaystyle q} وارد می‌شود.
{\displaystyle \mathbf {E} } میدان الکتریکی است.
{\displaystyle \mathbf {v} } سرعت بار و
{\displaystyle \mathbf {B} } چگالی شار مغناطیسی است.
این رابطه، قانون پنجم الکترومغناطیس کلاسیک شناخته می‌شود که چهار قانون دیگر آن، معادلات ماکسول هستند. قانون لورنتس و معادلات ماکسول، مجموعه الکترومغناطیس کلاسیک را تشکیل می‌دهند.

## میدان الکتریکی E
میدان الکتریکی E طبق رابطهٔ زیر تعریف می‌شود
{\displaystyle \mathbf {F} =q_{0}\mathbf {E} }
که q0 بار مثبت آزمون، F نیروی الکتریکی وارد بر بار، و E میدان الکتریکی است. در شرایط الکتروستاتیک که ذرات باردار، ساکن هستند، بر پایه قانون کولن برای n ذرهٔ باردار، با استفاده از اصل برهم‌نهی، میدان الکتریکی به صورت زیر به‌دست می‌آید:
{\displaystyle \mathbf {E} ={\frac {1}{4\pi \epsilon _{0}}}\sum _{i=1}^{n}{\frac {q_{i}\left(\mathbf {r} -\mathbf {r} _{i}\right)}{\left|\mathbf {r} -\mathbf {r} _{i}\right|^{3}}}}
که n تعداد ذرات باردار، qi بار هر ذره، ri مکان هر ذره، r فاصله از میدان الکتریکی و ε0 ثابت گذردهی خلإ است. برای یک توزیع بار گسترده خواهیم داشت
{\displaystyle \mathbf {E} ={\frac {1}{4\pi \epsilon _{0}}}\int {\frac {\rho (\mathbf {r} ){\hat {\mathbf {r} }}}{r^{2}}}\mathrm {d} V}
که (ρ (r چگالی بار، و حاصل تقسیم بار الکتریکی کل بر حجم است.
می‌توان کمیتی اسکالر به نام پتانسیل الکتریکی اسکالر φ برای میدان الکتریکی تعریف کرد. در شرایط الکتروستاتیک، به دلیل صفر بودن کرل میدان الکتریکی، منفی گرادیان φ برابر خواهد بود با میدان الکتریکی E یعنی (در حالت الکتروستاتیک):
{\displaystyle \mathbf {E} =-\nabla \varphi }
از این رابطه می‌توان بُعد E را به صورت V/m (ولت بر متر) نیز نشان داد.
برای بار نقطه‌ای ساکن اختلاف پتانسیل الکتریکی از رابطهٔ زیر به‌دست می‌آید:
{\displaystyle \varphi ={\frac {q}{4\pi \epsilon _{0}\left|\mathbf {r} -\mathbf {r} _{q}\right|}}}
که q بار ذره، rq موقعیت هر ذره، r فاصله از بار الکتریکی و ε0 ثابت الکتریکی است. در شرایطی که بار حرکت می‌کند (حالت ناایستا)، این رابطه با پتانسیل لینارد-ویشرت جایگزین می‌شود.
بر اساس قضیه استوکس می‌توان نشان داد که اختلاف پتانسیل بین دو نقطه:
{\displaystyle \varphi _{\mathbf {E} }=-\int _{C}\mathbf {E} \cdot \mathrm {d} \mathbf {l} \,,}
که C مسیری است که روی آن از میدان، انتگرال گرفته می‌شود.
برای یک توزیع بار پیوسته خواهیم داشت:
{\displaystyle \varphi ={\frac {1}{4\pi \epsilon _{0}}}\int {\frac {\rho (\mathbf {r} )}{r}}\,\mathrm {d} V}
که (ρ (r چگالی جریان است حاصل تقسیم بار الکتریکی کل بر حجم می‌باشد.
در معادله‌های ماکسول، {\displaystyle \mathbf {\nabla } \times \mathbf {E} } همیشه صفر نمی‌شود. در نتیجه در حالت کلی پتانسیل اسکالر به تنهایی برای تعریف میدان الکتریکی کافی نیست. پتانسیل میدان الکتریکی در حالت کلی، با کم کردن مشتق زمانی بردار پتانسیل برداری مغناطیسی از گرادیان پتانسیل اسکالر حاصل می‌شود.

## امواج الکترومغناطیسی
میدان الکترومغناطیسی به شکل موج از منبع خود پراکنده می‌شود. این امواج در خلاء با سرعت نور حرکت می‌کنند و طیف وسیعی از طول موج‌ها دارند. نمونه‌هایی از میدان‌های الکترومغناطیسی متحرک (به ترتیب فرکانس):
امواج رادیوئی، ریزموج، نور (فروسرخ، مرئی، فرابنفش) پرتو ایکس و اشعه گاما. در فیزیک ذرات این تشعشع الکترومغناطیس نمایانگر برهم‌کنش الکترومغناطیسی ذرات باردار است.
برای به دست آوردن معادلات موج الکترومغناطیسی در خلأ، از معادلات ماکسول استفاده می‌شود. این معادلات چنین به‌دست می‌آیند:
{\displaystyle {\begin{aligned}{\partial ^{2}\mathbf {E}  \over \partial t^{2}}-{c_{0}}^{2}\cdot \nabla ^{2}\mathbf {E} \;&=\;0\\{\partial ^{2}\mathbf {B}  \over \partial t^{2}}-{c_{0}}^{2}\cdot \nabla ^{2}\mathbf {B} \;&=\;0\end{aligned}}}
که در آن:
{\displaystyle c_{0}={1 \over {\sqrt {\mu _{0}\varepsilon _{0}}}}\,=\,2.99792458\times 10^{8}\;{\textrm {m/s}}}
سرعت نور در خلأ است.

## معادله کلی میدان
همه روابط الکترومغناطیس کلاسیک به سادگی معادله کولن نیستند. مشکل این است که تغییرات زمانی توزیع‌های بار و جریان، نیازمند مقداری زمان برای حس‌شدن در نقاط دیگر هستند، زیرا انتشار امواج الکترومغناطیسی، زمان می‌برد، چرا که سرعت حرکت این امواج، اگرچه زیاد، اما محدود است. 
برای یک توزیع بار در حالت کلی و با استفاده از پتانسیل‌های تأخیری می‌توان میدان‌های منابع توزیع‌شده را از معادلات جفیمنکو به‌دست آورد:
{\displaystyle \mathbf {E} (\mathbf {r} ,t)={\frac {1}{4\pi \epsilon _{0}}}\int \left[\left({\frac {\rho (\mathbf {r} ',t_{r})}{|\mathbf {r} -\mathbf {r} '|^{3}}}+{\frac {1}{|\mathbf {r} -\mathbf {r} '|^{2}c}}{\frac {\partial \rho (\mathbf {r} ',t_{r})}{\partial t}}\right)(\mathbf {r} -\mathbf {r} ')-{\frac {1}{|\mathbf {r} -\mathbf {r} '|c^{2}}}{\frac {\partial \mathbf {J} (\mathbf {r} ',t_{r})}{\partial t}}\right]\mathrm {d} ^{3}\mathbf {r} '}
{\displaystyle \mathbf {B} (\mathbf {r} ,t)={\frac {\mu _{0}}{4\pi }}\int \left[{\frac {\mathbf {J} (\mathbf {r} ',t_{r})}{|\mathbf {r} -\mathbf {r} '|^{3}}}+{\frac {1}{|\mathbf {r} -\mathbf {r} '|^{2}c}}{\frac {\partial \mathbf {J} (\mathbf {r} ',t_{r})}{\partial t}}\right]\times (\mathbf {r} -\mathbf {r} ')\mathrm {d} ^{3}\mathbf {r} '}
که r' مکان توزیع بار و r نقطه مورد نظر برای میدان است و نیز:
{\displaystyle t_{r}=t-{\frac {|\mathbf {r} -\mathbf {r} '|}{c}}}
زمان تاخیریافته را نشان می‌دهد.
برای بارهای نقطه‌ای ٬این پتانسیل‌های تأخیری به پتانسیل لینارد-ویشرت معروفند. پتانسیل اسکالر برابر است با:
{\displaystyle \varphi ={\frac {1}{4\pi \epsilon _{0}}}{\frac {q}{\left|\mathbf {r} -\mathbf {r} _{q}(t_{ret})\right|-{\frac {\mathbf {v} _{q}(t_{ret})}{c}}\cdot (\mathbf {r} -\mathbf {r} _{q}(t_{ret}))}}}
و پتانسیل برداری برابر است با:
{\displaystyle \mathbf {A} ={\frac {\mu _{0}}{4\pi }}{\frac {q\mathbf {v} _{q}(t_{ret})}{\left|\mathbf {r} -\mathbf {r} _{q}(t_{ret})\right|-{\frac {\mathbf {v} _{q}(t_{ret})}{c}}\cdot (\mathbf {r} -\mathbf {r} _{q}(t_{ret}))}}}
که rq و vq به‌ترتیب مکان و سرعت بار نقطه‌ای q، در زمان تاخیریافته هستند. با مشتق‌گیری از روابط بالا و با استفاده از روابط کلی برای پتانسیل‌ها، می‌توان میدان‌های {\displaystyle \mathbf {E} } و {\displaystyle \mathbf {B} } را حساب کرد:
{\displaystyle \mathbf {E} =-\mathbf {\nabla } V-{\frac {\partial \mathbf {A} }{\partial t}},\,}
{\displaystyle \mathbf {B} =\mathbf {\nabla } \times \mathbf {A} ,\,}